# Five Suns
Five Suns is een studioalbum van Free System Projekt. Het was het eerste album en eigenlijk ook eerste teken van leven van Marcel Engels en Ruud Heij sinds het livealbum Legacy uit 2011. Het album werd gepresenteerd op 29 april 2017 tijdens de dag dat Groove Unlimited, een Nederlands platenlabel gespecialiseerd in elektronische muziek, hun concertdag E-Live hield in Oirschot. FSP speelde een dubbelalbum vol met elektronische muziek uit de Berlijnse School.
Five suns verwijst naar een mythe binnen de wereld van de Azteken en Nasua. Het zou gaan om vier vernietigde werelden (Jaguarzon, Windzon, Regenzon en Waterzon) en de huidige wereld (Aardbevingszon). De tracks staan in die volgorde op het album.

## Musici
- Marcel Engels, Ruud Heij – synthesizers, elektronica

## Muziek
| Nr. | Titel                             | Duur  |
| --- | --------------------------------- | ----- |
| 1.  | Five Suns (part 1: Nahui-Ocelotl) | 38:36 |
| 2.  | Five Suns (part 2: Nahui-Ehécatl) | 22:08 |

| Nr. | Titel                               | Duur  |
| --- | ----------------------------------- | ----- |
| 1.  | Five Suns (part 3: Nahui-Quiahuitl) | 32:19 |
| 2.  | Five Suns (part 4: Nahui: Atl)      | 18:46 |
| 3.  | Five Suns (part 5: Nahui-Ollin)     | 17:14 |